# Christian Thanhäuser

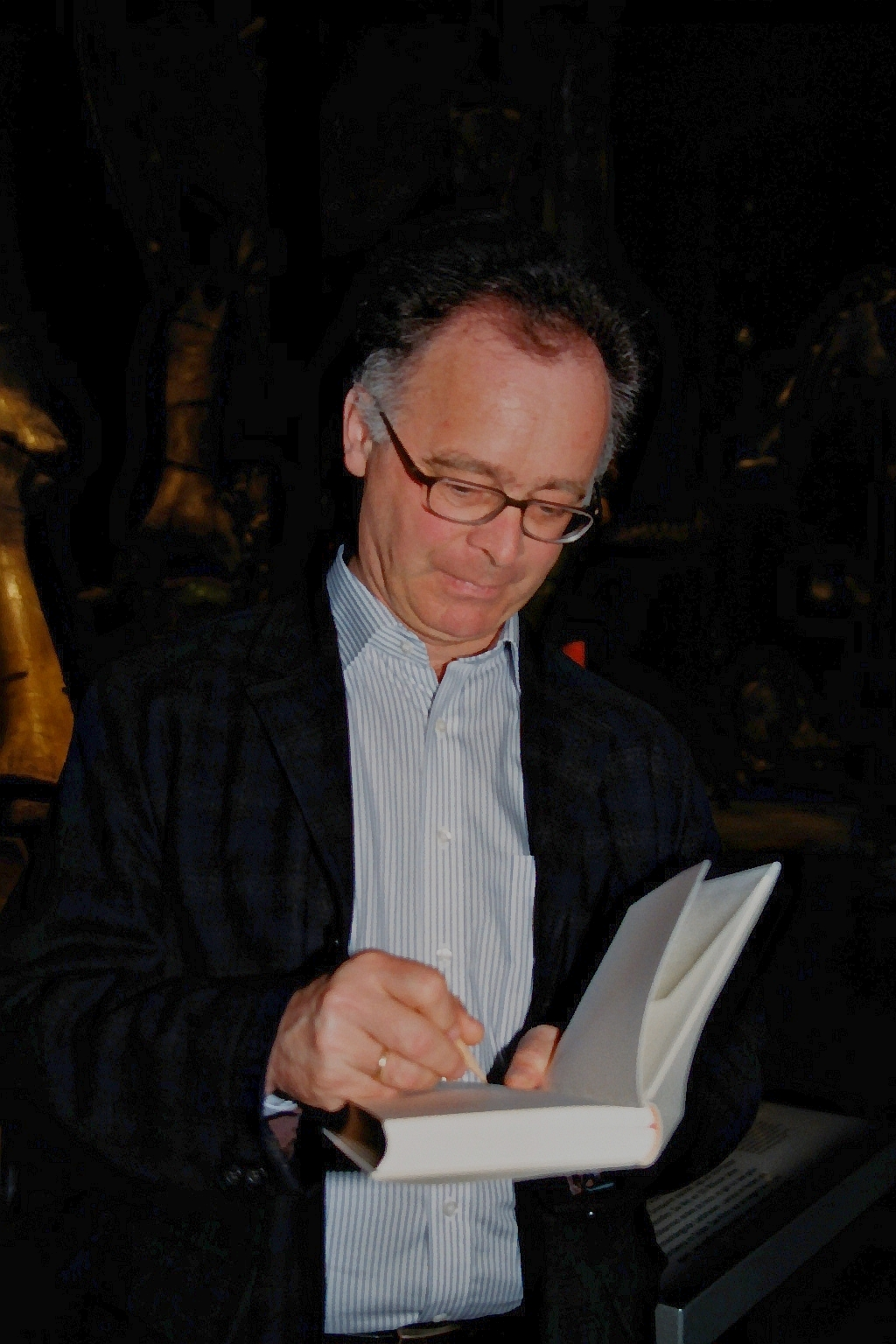
Christian Thanhaeuser (2010)

Christian Thanhäuser (* 19. Juli 1956 in Linz, Österreich) ist ein österreichischer Künstler, Illustrator und Verleger. 1989 gründete er den Verlag Edition Thanhäuser, in welchem bisher über 100 Titel erschienen sind.

## Leben
Christian Thanhäuser wuchs als Sohn von Inhabern eines Lebensmittelgeschäfts in Ottensheim auf. Während er eine kaufmännische Ausbildung erhielt (Kaufmannslehre und Handelsakademie), erlangte er seine künstlerischen Fähigkeiten autodidaktisch. Von ersten schwarzweißen Ölbildern wandte er sich dann dem Holzschnitt zu. Auf Anregung von H. C. Artmann begründete er eine Handpressenwerkstatt und erlernte selbstständig die Fertigung von Büchern. 1989 brachte er gemeinsam mit Otto Kampmüller die erste Veröffentlichung in der Edition Thanhäuser heraus, ein Heimatbuch über Ottensheim. Seitdem erschienen dort zwei bis drei Titel mit Texten im Jahr, sowie grafische Buchreihen wie RanitzDruck (ab 1995).
Neben seiner verlegerischen Tätigkeit hat Christian Thanhäuser für Verlage Bücher mit Holzschnitten und Federzeichnungen illustriert: Insel-Bücherei | Suhrkamp, Friedenauer Presse Berlin, Kalligram Budapest, Haymon Verlag Innsbruck, Wieser Verlag Klagenfurt, edition fundamental Fulda, Neue Literatur Bukarest, Poeteka Tirana, Al-Kamel Beirut, Kētos-Verlag Wien und Edition Tandem Salzburg. Für die bei Matthes & Seitz Berlin erschienenen Erinnerungen eines Insektenforschers von Jean-Henri Fabre (10 Bände, 2010–2019) schuf Thanhäuser hunderte Federzeichnungen mit Insektenmotiven. Auch zu Veröffentlichungen aus seinem eigenen Verlag, wie den Ranitz-Bänden, trug er Illustrationen bei.
Die künstlerischen Arbeiten von Christian Thanhäuser wurden in Einzelausstellungen im In- und Ausland gezeigt, unter anderem in: Albanien, China, Deutschland, Italien, Österreich (2018 Stifterhaus in Linz), Schweiz, Slowenien, Tschechien (2013, 2015 Adalbert-Stifter-Haus in Horní Planá), Türkei, Ukraine und Ungarn.
2021 wurde er als ordentliches Mitglied der Klasse der Künste und Kunstwissenschaften in die Sudetendeutsche Akademie der Wissenschaften und Künste berufen.
Thanhäuser lebt in Ottensheim.

## Auszeichnungen
- 1997: Victor Otto Stomps-Preis, Mainz
- 1998: Theodor-Körner-Preis, Wien
- 2009: Preis der Stadt Münster für Europäische Poesie (mit Caius Dobrescu)
- 2011: Großer Kulturpreis des Landes Oberösterreich für Kunst im Interkulturellen Dialog